# Gibsonville
Gibsonville è un comune (town) degli Stati Uniti d'America, nella Contea di Guilford e in parte nella Contea di Alamance, della Carolina del Nord.
La cittadina è strettamente correlata all'adiacente comune di Elon col quale forma un unico aggregato urbano.